# Szerbakul
Szerbakul (ros. Шербакуль) – osiedle typu miejskiego w Rosji, w obwodzie omskim, ośrodek administracyjny rejonu szerbakulskiego. W 2021 liczyło 6540 mieszkańców.